# Licário
Licário, chamado Icário (em grego:  Ἰκάριος) pelos cronistas gregos, foi um almirante bizantino de origem italiana do século XIII. Devido a um desentendimento com os barões de sua terra nativa, a ilha Eubeia, entrou ao serviço do imperador bizantino Miguel VIII Paleólogo (r. 1259–1282), para quem reconquistou muitas das Ilhas Egeias, na década de 1270. Em recompensa por suas façanhas, foi-lhe concedido o feudo da ilha de Eubeia e alcançou o posto de mega-duque, fazendo dele o primeiro estrangeiro a receber tal distinção.

## Biografia

### Origens e primeiros anos

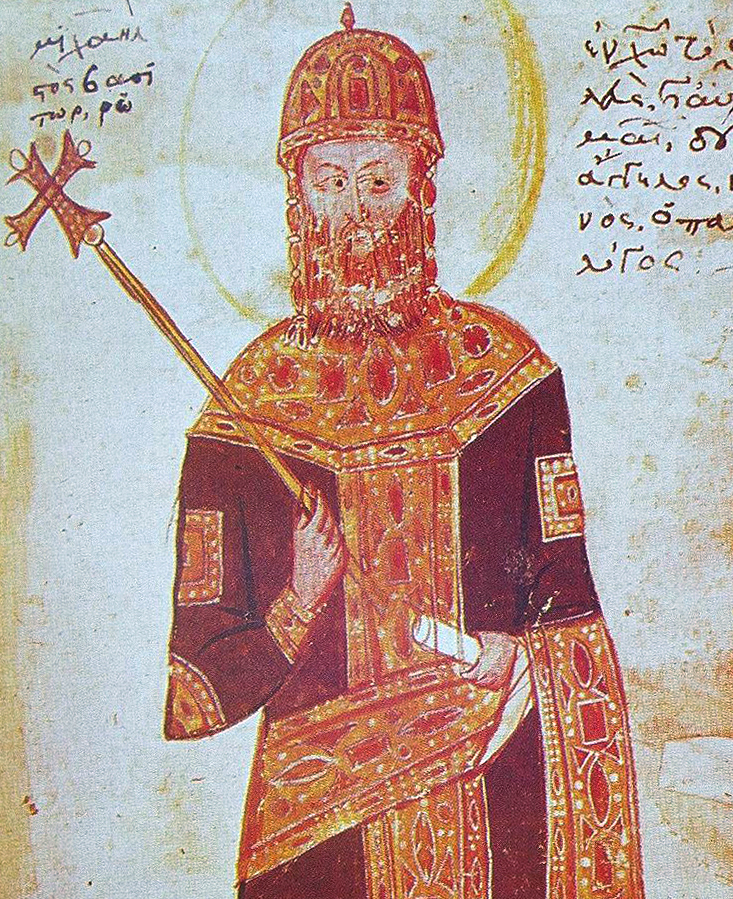
Imperador, cujo serviço de Licário conquistou a maior parte da Eubeia e muitas Ilhas Egeias

Licário nasceu na cidade de Caristo, na ilha de Eubeia, parte do Senhorio de Negroponte, na altura um estado vassalo do Império Latino. De origem humilde, mas esperto e ambicioso, o seu pai era de Vicenza e a sua mãe de Eubeia. Serviu como cavaleiro sob as ordens do triarca (senhor latino) Guilherme II de Carceri de Negroponte e conseguiu conquistar o coração de Felisa, a viúva do irmão de Guilherme, Narzotto. Eles se casaram em segredo, no entanto o casamento foi anulado pelos parentes de Felisa. Fugindo de sua ira, Licário procurou refúgio na fortaleza de Anemópilas perto do Cavo D'Oro. Reparou o forte, reuniu um pequeno grupo de seguidores e iniciou uma série de incursões nas propriedades vizinhas, pertencentes aos nobres da ilha.

### Entrada ao serviço do Império Bizantino
Naquela época, o Império Bizantino, restaurado em 1261 no reinado de Miguel VIII Paleólogo, pretendia recuperar Eubeia, que além de ser a principal posse insular latina no Mar Egeu era também uma base de atividades piratas contra os bizantinos. Além disso, a par do Principado da Acaia, a ilha representava o maior obstáculo para a recuperação total do território grego. Em 1269-1270, uma frota bizantina liderada por Aleixo Ducas Filantropeno atacou e capturou um dos principais bastiões latinos, a povoação de Oreos.
Diante da recusa persistente dos barões da ilha em se aliarem a si, sedento de vingança e ávido por glória e riqueza, Licário apresentou-se a Filantropeno, oferecendo seus serviços. Ele, por sua vez, o levou para o imperador, que estava ansioso para utilizar os serviços do talentoso ocidental, e já havia financiado vários corsários latinos ao seu serviço. Licário tornou-se vassalo do imperador, de acordo com as regras feudais ocidentais, e recebeu em troca o comando de importantes tropas imperiais. Sob o comando de Licário, os bizantinos deram início a uma série de tentativas de conquista da ilha, sobretudo a partir do momento em que o seu número foi substancialmente aumentado pelas muitas deserções entre a população grega.
As forças bizantinas, ainda sob o comando de Licário, lançaram entre 1272 e 1273 uma campanha para conquistar as fortalezas de Larmena, La Cuppa, Clisura e Manducho. Diante desta ofensiva, os triarcas lombardos apelaram a seu senhor, o príncipe Guilherme II de Vilearduin, e a Dreux de Beaumont, marechal do Reino da Sicília. Guilherme conseguiu recuperar La Cuppa, porém Beaumont foi derrotado em uma batalha campal e posteriormente retirou-se a pedido de Carlos de Anjou. Desde então até 1275, segundo o cronista veneziano Marino Sanudo, Licário serviu o exército bizantino na Ásia Menor, onde obteve uma vitória contra os turcos.

### Conquista de Eubeia e campanhas no Mar Egeu

Mapa do Império Bizantino e dos Estados latinos do oriente, ca. 1265

Em 1276, após sua grande vitória sobre os triarcas lombardos na Batalha de Demétrias, os bizantinos retomaram a ofensiva em Eubeia. Licário atacou sua cidade natal, Caristo, sede da triarquia do sul, e a tomou, após um longo cerco, no mesmo ano. Por este êxito, foi recompensado pelo imperador Miguel VIII que concedeu a ilha como um feudo e uma esposa grega, nobre e com um rico dote. Em troca, Licário se comprometeu a fornecer duzentos cavaleiros ao imperador. Pouco a pouco, Licário reduziu as fortalezas latinas na ilha, até que em 1278, se apoderou de quase todas com exceção de sua capital, a cidade de Negroponte (Cálcis).
Por seus êxitos, Licário foi recompensado com o cargo de grande conostaulo, chefe dos mercenários latinos, e, após a morte de Filantropeno c. 1296, foi nomeado mega-duque, sendo o primeiro estrangeiro a ser homenageado desta maneira na hierarquia bizantina. Comandou a Marinha bizantina em uma série de expedições contra as ilhas do Egeu em posse dos latinos. A primeira ilha a cair foi Escópelos, cuja força se acreditava ser invencível. No entanto, Licário, conhecendo as deficiências no abastecimento de água, atacou a cidade durante o verão quente e seco de 1277 e forçou a sua rendição. Seu senhor, Filippo Ghisi, foi capturado e enviado a Constantinopla; suas posses, as ilhas de Esquiro, Escíatos e Amorgos, também foram tomadas logo depois. Após estas vitórias, Licário conquistou as ilhas de Citera e Anticítera, na costa sul de Moreia, e posteriormente Ceos, Astipaleia e Santorini, nas Cíclades. A grande ilha de Lemnos também foi capturada, porém seu senhor, Paolo Navigajoso, resistiu a um cerco de três anos antes de se render.

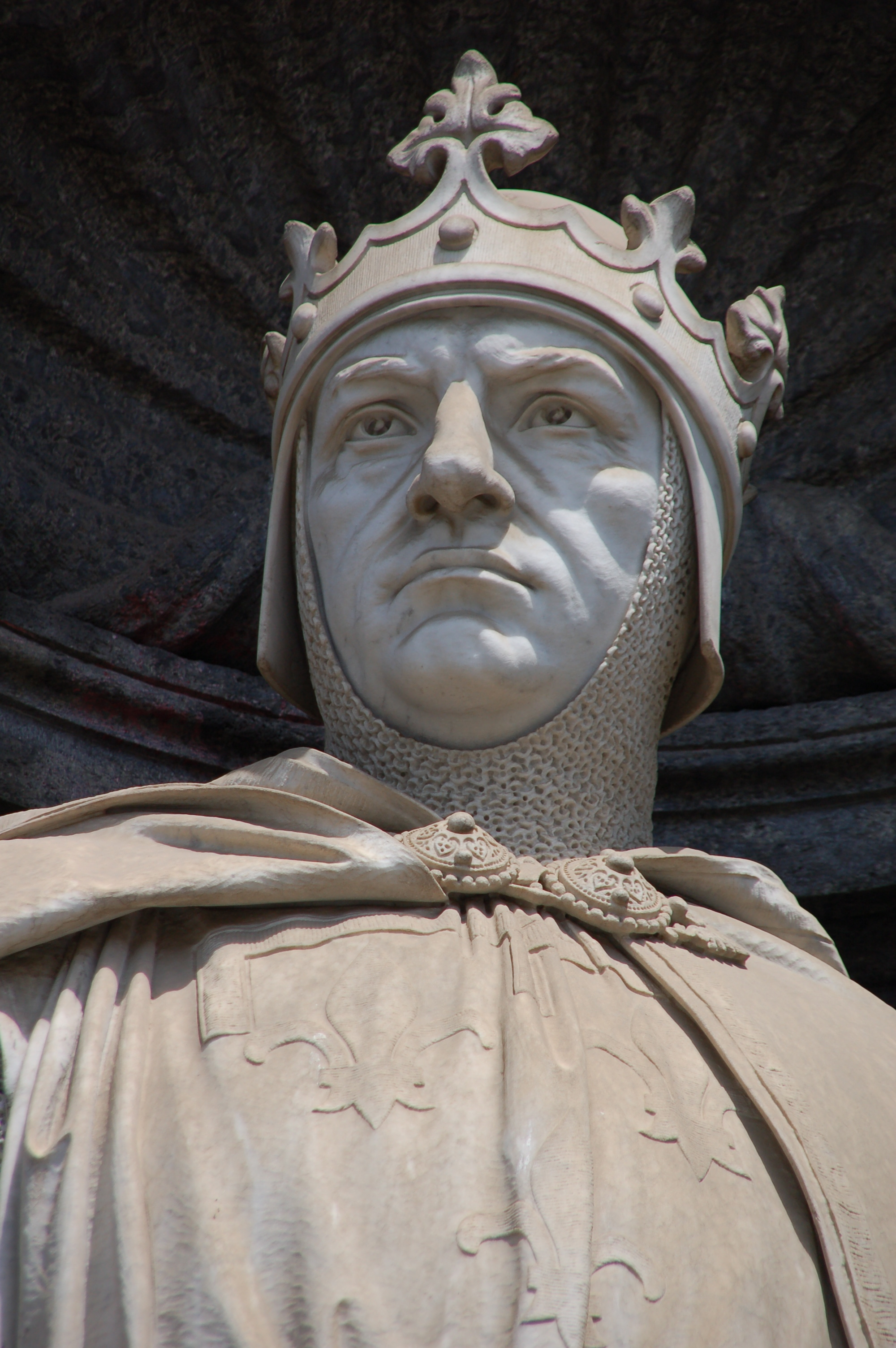
Estátua de Carlos de Anjou r. no Palácio Real de Nápoles

No final de 1279 ou início de 1280, retornou a Eubeia e se dirigiu primeiro à cidade do norte de Oreos e depois para o sul através de Negroponte. Até então, suas forças incluíam muitos mercenários espanhóis e catalães (a primeira vez que estes são referidos na Grécia) e antigos partidários de Manfredo da Sicília, que haviam fugido para a Grécia após a derrota e morte de Manfredo em 1266 às mãos de Carlos de Anjou. Quando chegou a Negroponte, o triarca Gilberto II de Carceri, irmão de Felisa, e João I de la Roche, duque de Atenas, que estavam presentes na cidade, chegaram com suas tropas para encontrá-lo. Os dois exércitos se enfrentaram na aldeia de Vatondas, a nordeste de Negroponte. A batalha resultou em uma grande vitória para Licário. João de la Roche foi derrubado e capturado, enquanto Gilberto foi assassinado (de acordo com Sanudo) ou capturado e levado, juntamente com de la Roche como um prisioneiro à Constantinopla, onde, segundo Nicéforo Gregoras, ver o odiado renegado circulando triunfante entre a corte bizantina, o levou a cair morto.
Após a batalha em Vatondas, a cidade de Negroponte parecia cair nas mãos de Licário. No entanto, a cidade foi rapidamente reforçada por Jaime de la Roche, senhor de Argos e Náuplia, que, juntamente com o veneziano Niccolo Morosini Rosso, conduziu a sua defesa. Diante dessa resistência e do risco da intervenção de João I Ducas, governador da Tessália, Licário foi forçado a levantar o cerco. Logo, Licário retornou a reduzir os bastiões latinos remanescentes na ilha, que dominou completamente à exceção da cidade de Negroponte. Sua frota realizou várias expedições navais, o que permitiu a captura das ilhas de Sifnos e Sérifos e mais incursões no Peloponeso.
O próprio Licário embarcou para Constantinopla para apresentar seus cativos ao imperador Miguel VIII. Já no auge de sua fama e sucesso, por volta de 1280, Licário desapareceu das fontes históricas e seu destino subsequente é desconhecido. O mais provável é que tenha vivido em Constantinopla e tenha  falecido lá.

## Avaliação
Suas conquistas foram transitórias, pois os bizantinos foram gradativamente expulsos pelos venezianos e outros senhores latinos. Mesmo em Eubeia, a principal conquista de Licário e seu feudo pessoal, os barões lombardos foram capazes de completar a reconquista de toda a ilha em 1296. No entanto, Licário provou ser um dos líderes militares mais bem-sucedidos empregado por Miguel VIII e suas vitórias melhoraram muito sua própria posição com o imperador e prestígio entre os latinos. O historiador John Deno Geanakoplos classifica-o, junto com o irmão de Miguel VIII, João Paleólogo, como os dois homens que causaram o maior dano aos governantes latinos da Grécia.